# Mortagne (ruisseau)
Pour les articles homonymes, voir Mortagne.
La Mortagne est un ruisseau français du département du Puy-de-Dôme, affluent de la Dordogne.

## Géographie
La Mortagne prend sa source à 1 136 m d'altitude sur la commune de La Tour-d'Auvergne, au sortir d'un étang proche du col de la Sœur. Elle passe sous les routes départementales (RD) 203 et 29, arrose le village de Tauves au sud, passe sous le viaduc de la RD 922, puis sous la RD 73 au Moulin de Perret.
Elle rejoint la Dordogne en rive gauche entre 533 et 542 m d'altitude, un kilomètre et demi au nord-ouest du village de Singles, à l'extrémité nord du lac de retenue du barrage de Bort-les-Orgues. 
Parmi les cinq affluents recensés par le Sandre, le plus long est, en rive droite, le Beautourne avec 11 km.
La Mortagne est longue de 17,5 km pour un bassin versant de 43 km2.
La Mortagne et le Beautourne sont répertoriés dans le réseau Natura 2000 comme sites importants pour l'écrevisse à pattes blanches.

## Monuments ou sites remarquables à proximité
- À Tauves, l'église Notre-Dame-de-la Nativité dont les parties les plus anciennes remontent au XIIe siècle[4].